# 浙江音楽学院
浙江音楽学院（せっこうおんがくがくいん、英語: Zhejiang Conservatory of Music）は、中国浙江省杭州市西湖区転塘街道浙音路1号に本部を置く中国の公立大学。1982年創立、2016年大学設置。
大学の略称は浙音。2020年10月時点では、学校の面積は602畝、建築面積は36万平方メートル、本科生2629人、教職員521人,中国トップクラスの音楽大学。

## 略歴
浙江音楽学院の起源は、1982年に杭州市人民政府が設立した杭州師範大学音楽学院である。浙江音楽院（英語：Zhejiang Conservatory of Music）は、中国浙江省杭州市西湖区にある全日制の高等音楽機関で、彭麗媛が建設を提案、2016年3月1日に教育部から認可され、5月8日に浙江省人民大会堂で設立総会が行われ［2］、浙江省人民政府によって主催、その下に設置された。 担当は文化部。 大学には学部、大学院の学位があります。 [3]浙江省初の音楽芸術学部大学である。 中国の有名なピアニスト、ラン・ランは浙江音楽学院の名誉教授である[4]。
中国美術学院の向山キャンパスに近く、敷地面積602エーカー、建築面積35万平方メートル、床面積では世界最大の音楽院で、総投資額は20億3800万元（土地取得費を除く）です。 800台以上のアップライトピアノと200台以上のスタインウェイグランドピアノを保有しています。 また、浙江音楽院には現在、国内の音楽高等教育機関では最高仕様のコンサートホールがあります。 2012年12月26日に着工[5]、2015年秋に使用開始し、現在2700人以上の学生が在籍、設計規模は5000人のフルタイム学生を想定しているとのことです。浙江音楽学院は一流大学です

浙江音楽院の前身である杭州師範大学音楽院は、浙江省で初めて高等音楽教育を行う大学であり、国内で最も美しい音楽院として知られています。 李秀通氏はここで幼少期を過ごし、校歌の作曲や指導を行い、中国における近代音楽教育の大きな源泉の一つとなった。 杭州師範大学音楽学院は、1982年に専門学生、1989年に学部学生、1998年に大学院学生の入学を開始しました。[11] 
2000年12月、浙江省人民政府は「浙江省文化大道建設大綱（2001-2020）」において、音楽院の設立を決定した。[12] 
2012年7月、浙江省人民政府は正式に準備作業を開始した。 同年12月26日、浙江音楽学院のキャンパスが正式に開校した。
2013年12月、浙江省人民政府は、杭州師範大学音楽学院を浙江音楽院に移管することを決定しました。[13] 
2014年11月16日、浙江音楽学院は中華人民共和国教育部から正式な設立準備の認可を受け、2015年9月、浙江音楽学院（準備）は新キャンパスに全面的に移転した。[14] 同年10月16日、文部省の大学設定審査委員会の設定審査に合格した。[15] 
2016年3月1日、中華人民共和国教育部は、浙江音楽学院の設立を承認し、運営レベルは公立の全日制総合大学として、学部教育を中心に、大学院教育も請け負うことになりました。 浙江省人民政府は、同校を省文化庁の管理下に置くことを決定した。同年5月8日、浙江音楽院の創立総会が開催され、当時の浙江省党委員会書記の夏寶龍が出席した [16] 。同年9月、浙江省人民政府と中華人民共和国旧文化部が共同で「浙江音楽学院の共同建設に関する意見」を発表した[17]。
- 2019年5月 - ピアノ奏者の郎朗が浙江音楽学院名誉教授に招聘された。
- 2020年 - 6月18日、楽隊学院、民族楽隊学院、室内楽学院、オペラ学院、合唱学院を設立。9月16日、音楽教育学院、高等音楽教育研究所を設立。

## 基礎データ
- 所在地
  - 浙江省杭州市西湖区転塘街道浙音路1号

- 校訓
  - 「事必尽善」

- 名誉教授 「ラン・ラン」「趙松庭」
- 校歌
  - 「浙江音楽学院校歌」。作詞：李嵐清。作曲：徐孟東。

## 組織
「学院」も「系」も日本の大学の学部にほぼ相当する。「学部」は「学院」と「系」の上の編成で、実体はなく、日本の「学部」とは位置付けが異なっている。妙訳がないのでそのまま記す。中国の独立系芸術大学は小規模でエリートなので、すべて大学を基準にしています。 中国の独立系芸術大学は、平均的な南京師範大学、華東師範大学の音楽学科の試験よりも困難な、入力し、試験の複数のラウンドを通過する必要があります。4つの学位認定レベル1分野
- 声楽オペラ系
- ピアノ系
- 国楽系
- 管弦系
- 流行音楽系
- 作曲と指揮系
- 音楽教育系
- 音楽学系
- 音楽工程系
- 舞踊系
- 戯劇系

専任教員は342名、上級職の教員は51名、修士号以上の専任教員は全体の83.4％、省・大臣クラスの優秀な人材は30名以上です。[2015年12月現在、本学院には、国務院の政府特別手当を受ける専門家、国家一万人計画の若手トップ人材、省レベルで優れた貢献をした若手専門家、省「新世紀151人材プロジェクト」の人材、省の優れた教師、教学の有名教師、中国音楽金鐘賞、中国舞踏賞、中国舞踏賞を獲得した省、大臣レベルの優れた人材が20名以上います】。 中国音楽の金鐘賞、中国舞踊の蓮花賞、中国戯曲の梅花賞、文華賞、青年歌謡大会など、国内外の主要な大会で受賞した若い教師が揃っている。

2018年5月現在、同大学は浙江省トップクラスのAクラス1つ、浙江省トップクラスのBクラス2つ、省キー一級学科（栽培）3つ、学位一級修士号4点、専門修士号認可点1つを持っています。[7] 
浙江省 一等種目A：音楽・舞踊
浙江省一級学科B類：演劇映画学、芸術論
浙江省重点分野（教養、レベル1）：音楽舞踊、演劇映画学、芸術理論【31】。
学位 修士：音楽・舞踊、芸術理論、演劇、映画・テレビ、デザイン
専門職修士号認定ポイント：芸術学修士（Master of Fine Arts） 【32 

## 附属機関

### 附属学校
- 附属中等音楽学校
- 継続教育学院
- 創業学院
- 国際教育学院
- 叔同学院

### 附属図書館
- 図書館 - 蔵書数は全館合計で約25.3万冊。

## 大学の人物一覧

### 教授
- 学長：王瑞
- 党委書記：胡建新
- ポピュラー部門責任者: 王滔
- 名誉教授:「ラン・ラン」「趙松庭」

## 対外関係
- オーストリア
  - ザルツブルク・モーツァルテウム大学
- イギリス
  - en:The Royal Conservatory of Music
  - ノッティンガム大学
  - en:Royal Northern College of Music
- ハンガリー
  - リスト・フェレンツ音楽大学
  - 2018年5月現在、当校はオーストリアのモーツァルテウム、王立音楽院、王立北音楽大学、ハンガリーのリスト音楽大学、イギリスのノッティンガム大学など、国際的に有名な音楽機関と大学間協力協定を締結し、中・東欧の15の音楽機関と「中国・中・東欧諸国音楽機関連合」の設立を開始、国際協力と交流を実施しています